# Diálogo secreto
Diálogo secreto es una obra de teatro escrita por Antonio Buero Vallejo y estrenada en Teatro Victoria Eugenia, de San Sebastián  el 8 de agosto de 1984.

## Sinopsis
La obra gira en torno al drama de un crítico de arte, que, por todos los medios posibles, trata de ocultar su daltonismo, que de descubrirse, destruiría su brillante carrera profesional. La trama, sin embargo, se complica, cuando su hija descubre su defecto, después del suicidio de un joven amigo de la chica que, dedicado a la pintura, acabó suicidándose a consecuencia de una feroz crítica del protagonista.

## Estreno
- Dirección: Gustavo Pérez Puig.
- Intérpretes: Manuel Tejada, Natalia Dicenta, Carlos Lemos, Lola Cardona (luego sustituida por María Luisa Merlo), Ismael Merlo.

## Curiosidades
El actor Ismael Merlo, quien participó en el estreno donostiarra y representó el papel también en las funciones del Teatro Infanta Isabel de Madrid, falleció de un infarto pocas horas después de finalizar una función. Fue sustituido durante unas semanas por Pablo Sanz y luego por Pastor Serrador. 